# Primera División 2009 (Chili)
De Primera División (Chili) 2009 was de 78ste editie van de strijd om de landstitel in de hoogste afdeling van het Chileense profvoetbal, de Primera División, en het achtste in de huidige opzet.
De competitie was opnieuw opgedeeld in twee speelhelften: het openingstoernooi (Torneo Apertura 2009 "Copa Banco Estado" van 31 januari tot en met 7 juli) en het sluitingstoernooi (Torneo Clausura 2009 "Copa Banco Estado" van 10 juli tot en met 9 december). Zowel de eerste als de tweede seizoenshelft werd afgesloten met een nacompetitie in de vorm van play-offs, met als inzet de landstitel. De enige nieuwkomer in de nu achttien clubteams tellende divisie was Curicó Unido, vorig seizoen kampioen van de Segunda División.

## Torneo Apertura
|    | Eindstand                 | WG | W  | G | V  | DV | DT | +/− | Punten | Opmerking |
| -- | ------------------------- | -- | -- | - | -- | -- | -- | --- | ------ | --------- |
| 1  | Unión Española            | 17 | 12 | 2 | 3  | 38 | 17 | +21 | 38     | play-offs |
| 2  | Universidad de Chile      | 17 | 9  | 4 | 4  | 33 | 21 | +12 | 31     | play-offs |
| 3  | Everton                   | 17 | 7  | 7 | 3  | 24 | 17 | +7  | 28     | play-offs |
| 4  | Santiago Morning          | 17 | 8  | 3 | 6  | 41 | 29 | +12 | 27     | play-offs |
| 5  | Universidad Católica      | 17 | 8  | 3 | 6  | 26 | 18 | +8  | 27     | play-offs |
| 6  | Municipal Iquique         | 17 | 7  | 5 | 5  | 27 | 23 | +4  | 26     | play-offs |
| 7  | Audax Italiano            | 17 | 7  | 4 | 6  | 25 | 20 | +5  | 25     | play-offs |
| 8  | O'Higgins                 | 17 | 7  | 4 | 6  | 25 | 26 | –1  | 25     | play-offs |
| 9  | Huachipato                | 17 | 7  | 4 | 6  | 26 | 29 | –3  | 25     |           |
| 10 | Cobreloa                  | 17 | 7  | 3 | 7  | 24 | 25 | –1  | 24     |           |
| 11 | Universidad de Concepción | 17 | 6  | 5 | 6  | 24 | 25 | –1  | 23     |           |
| 12 | Ñublense                  | 17 | 5  | 5 | 7  | 18 | 26 | –8  | 20     |           |
| 13 | Colo-Colo                 | 17 | 5  | 4 | 8  | 28 | 28 | 0   | 19     |           |
| 14 | Curicó Unido              | 17 | 5  | 4 | 8  | 24 | 28 | –4  | 19     |           |
| 15 | Cobresal                  | 17 | 4  | 7 | 6  | 23 | 34 | –11 | 19     |           |
| 16 | Palestino                 | 17 | 5  | 2 | 10 | 18 | 37 | –19 | 17     |           |
| 17 | Rangers                   | 17 | 3  | 5 | 9  | 20 | 28 | –8  | 14     |           |
| 18 | Deportes La Serena        | 17 | 3  | 5 | 9  | 19 | 32 | –13 | 14     |           |

- Unión Española kwalificeert zich voor Copa Sudamericana 2009 op basis van eerste plaats in reguliere competitie (Apertura)

### Play-offs

#### Copa Sudamericana 2009
|         |                                                                   |       |                           |  |
| 16 juli | Universidad de Chile                                              | 3 – 1 | Universidad de Concepción |  |
| 16 juli | Juan Manuel Olivera 34' Juan Manuel Olivera 59' Ángel Rojas 90+1' |       | 31' Gabriel Vargas        |  |

#### Hoofdschema
|  | Kwartfinale | Kwartfinale          | Kwartfinale          | Kwartfinale          | Kwartfinale |     |                      | Halve finale   | Halve finale | Halve finale | Halve finale | Halve finale |  |  | Finale | Finale         | Finale | Finale | Finale |
|  |             |                      |                      |                      |             |     |                      |                |              |              |              |              |  |  |        |                |        |        |        |
|  | 1           | Unión Española       | 1                    | 6                    | 7           |     |                      |                |              |              |              |              |  |  |        |                |        |        |        |
|  | 8           | O'Higgins            | 1                    | 1                    | 2           |     |                      |                |              |              |              |              |  |  |        |                |        |        |        |
|  | 8           | O'Higgins            | 1                    | 1                    | 2           |     | 1                    | Unión Española | 0            | 0            | 0 4          |              |  |  |        |                |        |        |        |
|  |             |                      |                      |                      |             |     | 1                    | Unión Española | 0            | 0            | 0 4          |              |  |  |        |                |        |        |        |
|  |             | 5                    | Universidad Católica | 0                    | 0           | 0 2 |                      |                |              |              |              |              |  |  |        |                |        |        |        |
|  | 4           | 5                    | Universidad Católica | 0                    | 0           | 0 2 | Santiago Morning     | 0              | 1            | 1            |              |              |  |  |        |                |        |        |        |
|  | 4           |                      |                      |                      |             |     | Santiago Morning     | 0              | 1            | 1            |              |              |  |  |        |                |        |        |        |
|  | 5           | Universidad Católica | 4                    | 4                    | 8           |     |                      |                |              |              |              |              |  |  |        |                |        |        |        |
|  |             |                      |                      |                      |             |     |                      |                |              |              |              |              |  |  | 1      | Unión Española | 1      | 0      | 1      |
|  |             |                      | 2                    | Universidad de Chile | 1           | 1   | 2                    |                |              |              |              |              |  |  |        |                |        |        |        |
|  | 3           | Everton              | 2                    | 2                    | 4           |     |                      |                |              |              |              |              |  |  |        |                |        |        |        |
|  | 6           | Municipal Iquique    | 2                    | 1                    | 3           |     |                      |                |              |              |              |              |  |  |        |                |        |        |        |
|  | 6           | Municipal Iquique    | 2                    | 1                    | 3           |     | 3                    | Everton        | 1            | 1            | 2            |              |  |  |        |                |        |        |        |
|  |             |                      |                      |                      |             |     | 3                    | Everton        | 1            | 1            | 2            |              |  |  |        |                |        |        |        |
|  |             | 2                    | Universidad de Chile | 0                    | 3           | 3   |                      |                |              |              |              |              |  |  |        |                |        |        |        |
|  | 2           | 2                    | Universidad de Chile | 0                    | 3           | 3   | Universidad de Chile | 4              | 2            | 6            |              |              |  |  |        |                |        |        |        |
|  | 2           |                      |                      |                      |             |     | Universidad de Chile | 4              | 2            | 6            |              |              |  |  |        |                |        |        |        |
|  | 7           | Audax Italiano       | 1                    | 4                    | 5           |     |                      |                |              |              |              |              |  |  |        |                |        |        |        |

#### Finale
|                    |                      |       |                   |                                                                                |
| 4 juli Eerste duel | Universidad de Chile | 1 – 1 | Unión Española    | Estadio Nacional, Santiago Toeschouwers: 50.000 Scheidsrechter: Carlos Chandía |
| 4 juli Eerste duel | Emilio Hernández 63' |       | 20' Mario Aravena | Estadio Nacional, Santiago Toeschouwers: 50.000 Scheidsrechter: Carlos Chandía |

|                    |                |                         |                      |                                                                               |
| 7 juli Eerste duel | Unión Española | 0 – 1                   | Universidad de Chile | Estadio Santa Laura, Santiago Toeschouwers: 17.500 Scheidsrechter: Pablo Pozo |
| 7 juli Eerste duel |                | 63' Juan Manuel Olivera |                      | Estadio Santa Laura, Santiago Toeschouwers: 17.500 Scheidsrechter: Pablo Pozo |

### Topscorers
|   | Naam                | Club                      | Goals | Duels |
| - | ------------------- | ------------------------- | ----- | ----- |
| 1 | Esteban Paredes     | Santiago Morning          | 17    | —     |
| 2 | Rubén Gigena        | Audax Italiano            | 13    | —     |
| 2 | Gustavo Canales     | Unión Española            | 13    | —     |
| 4 | Lucas Barrios       | Colo-Colo                 | 11    | —     |
| 4 | Juan Manuel Olivera | Universidad de Chile      | 11    | 13    |
| 6 | Gabriel Vargas      | Universidad de Concepción | 10    | —     |

### Kampioen
| Primera División 2009 (Torneo Apertua) |
| -------------------------------------- |
| Universidad de Chile 13de titel        |

## Torneo Clausura
|    | Eindstand                 | WG | W  | G | V  | DV | DT | +/− | Punten | Opmerking |
| -- | ------------------------- | -- | -- | - | -- | -- | -- | --- | ------ | --------- |
| 1  | Universidad Católica      | 17 | 11 | 5 | 1  | 43 | 13 | +30 | 38     | play-offs |
| 2  | Deportes La Serena        | 17 | 11 | 0 | 6  | 31 | 19 | +12 | 33     | play-offs |
| 3  | Audax Italiano            | 17 | 9  | 5 | 3  | 26 | 22 | +4  | 32     | play-offs |
| 4  | Colo-Colo                 | 17 | 8  | 4 | 5  | 28 | 19 | +9  | 28     | play-offs |
| 5  | Universidad de Concepción | 17 | 8  | 3 | 6  | 23 | 22 | +1  | 27     | play-offs |
| 6  | Santiago Morning          | 17 | 8  | 2 | 7  | 22 | 25 | –3  | 26     | play-offs |
| 7  | Unión Española            | 17 | 7  | 4 | 6  | 30 | 30 | 0   | 25     | play-offs |
| 8  | Everton                   | 17 | 7  | 4 | 6  | 19 | 20 | –1  | 25     | play-offs |
| 9  | Universidad de Chile      | 17 | 5  | 6 | 6  | 23 | 24 | –1  | 21     |           |
| 10 | Rangers                   | 17 | 7  | 3 | 7  | 26 | 29 | –3  | 21     | –3 punten |
| 11 | Cobresal                  | 17 | 5  | 5 | 7  | 18 | 17 | +1  | 20     |           |
| 12 | Palestino                 | 17 | 5  | 5 | 7  | 16 | 20 | –4  | 20     |           |
| 13 | Cobreloa                  | 17 | 6  | 1 | 10 | 23 | 22 | +1  | 19     |           |
| 14 | O'Higgins                 | 17 | 4  | 7 | 6  | 17 | 23 | –6  | 19     |           |
| 15 | Ñublense                  | 17 | 5  | 4 | 8  | 15 | 21 | –6  | 19     |           |
| 16 | Huachipato                | 17 | 5  | 2 | 10 | 20 | 29 | –9  | 17     |           |
| 17 | Curicó Unido              | 17 | 4  | 8 | 5  | 15 | 25 | –10 | 17     | –3 punten |
| 18 | Municipal Iquique         | 17 | 1  | 6 | 10 | 21 | 36 | –15 | 9      |           |

- Curicó Unido en Rangers kregen drie punten in mindering gebracht voor het opstellen van een niet-speelgerechtigde speler.
- Universidad Católica kwalificeert zich voor Copa Sudamericana 2010 op basis van eerste plaats in reguliere competitie (Clausura)

### Play-offs

#### Hoofdschema
|  | Kwartfinale | Kwartfinale               | Kwartfinale        | Kwartfinale | Kwartfinale |   |                    | Halve finale         | Halve finale | Halve finale | Halve finale | Halve finale |  |  | Finale | Finale               | Finale | Finale | Finale |
|  |             |                           |                    |             |             |   |                    |                      |              |              |              |              |  |  |        |                      |        |        |        |
|  | 1           | Universidad Católica      | 2                  | 0           | 2           |   |                    |                      |              |              |              |              |  |  |        |                      |        |        |        |
|  | 8           | Everton                   | 0                  | 0           | 0           |   |                    |                      |              |              |              |              |  |  |        |                      |        |        |        |
|  | 8           | Everton                   | 0                  | 0           | 0           |   | 1                  | Universidad Católica | 3            | 5            | 8            |              |  |  |        |                      |        |        |        |
|  |             |                           |                    |             |             |   | 1                  | Universidad Católica | 3            | 5            | 8            |              |  |  |        |                      |        |        |        |
|  |             | 6                         | Santiago Morning   | 0           | 3           | 3 |                    |                      |              |              |              |              |  |  |        |                      |        |        |        |
|  | 3           | 6                         | Santiago Morning   | 0           | 3           | 3 | Audax Italiano     | 2                    | 2            | 4            |              |              |  |  |        |                      |        |        |        |
|  | 3           |                           |                    |             |             |   | Audax Italiano     | 2                    | 2            | 4            |              |              |  |  |        |                      |        |        |        |
|  | 6           | Santiago Morning          | 4                  | 1           | 5           |   |                    |                      |              |              |              |              |  |  |        |                      |        |        |        |
|  |             |                           |                    |             |             |   |                    |                      |              |              |              |              |  |  | 1      | Universidad Católica | 2      | 2      | 4      |
|  |             |                           | 4                  | Colo-Colo   | 2           | 4 | 6                  |                      |              |              |              |              |  |  |        |                      |        |        |        |
|  | 4           | Colo-Colo                 | 2                  | 4           | 6           |   |                    |                      |              |              |              |              |  |  |        |                      |        |        |        |
|  | 5           | Universidad de Concepción | 1                  | 3           | 4           |   |                    |                      |              |              |              |              |  |  |        |                      |        |        |        |
|  | 5           | Universidad de Concepción | 1                  | 3           | 4           |   | 4                  | Colo-Colo            | 1            | 3            | 4            |              |  |  |        |                      |        |        |        |
|  |             |                           |                    |             |             |   | 4                  | Colo-Colo            | 1            | 3            | 4            |              |  |  |        |                      |        |        |        |
|  |             | 2                         | Deportes La Serena | 0           | 0           | 0 |                    |                      |              |              |              |              |  |  |        |                      |        |        |        |
|  | 2           | 2                         | Deportes La Serena | 0           | 0           | 0 | Deportes La Serena | 1                    | 2            | 3            |              |              |  |  |        |                      |        |        |        |
|  | 2           |                           |                    |             |             |   | Deportes La Serena | 1                    | 2            | 3            |              |              |  |  |        |                      |        |        |        |
|  | 7           | Unión Española            | 1                  | 1           | 2           |   |                    |                      |              |              |              |              |  |  |        |                      |        |        |        |

#### Finale
|                        |                                                  |       |                                         |                                                                                  |
| 5 december Eerste duel | Colo-Colo                                        | 2 – 2 | Universidad Católica                    | Estadio Monumental, Santiago Toeschouwers: 40.000 Scheidsrechter: Carlos Chandía |
| 5 december Eerste duel | Ezequiel Miralles 9' Mauricio Zenteno 74' (e.d.) |       | 70' Milovan Mirošević 88' Hans Martínez | Estadio Monumental, Santiago Toeschouwers: 40.000 Scheidsrechter: Carlos Chandía |

|                        |                                             |       |                                                                                  |                                                                               |
| 9 december Tweede duel | Universidad Católica                        | 2 – 4 | Colo-Colo                                                                        | Estadio Santa Laura, Santiago Toeschouwers: 16.200 Scheidsrechter: Pablo Pozo |
| 9 december Tweede duel | Rodrigo Valenzuela 1' Roberto Gutiérrez 65' |       | 13' Charles Aránguiz 33' Esteban Paredes 67' Esteban Paredes 90' Cristián Bogado | Estadio Santa Laura, Santiago Toeschouwers: 16.200 Scheidsrechter: Pablo Pozo |

### Topscorers
|   | Naam              | Club                      | Goals | Duels |
| - | ----------------- | ------------------------- | ----- | ----- |
| 1 | Diego Rivarola    | Santiago Morning          | 13    | —     |
| 2 | Rodrigo Toloza    | Universidad Católica      | 12    | —     |
| 3 | Ezequiel Miralles | Colo-Colo                 | 11    | —     |
| 4 | Cristian Canío    | Audax Italiano            | 10    | —     |
| 4 | Damián Díaz       | Universidad Católica      | 10    | —     |
| 4 | Javier Elizondo   | Deportes La Serena        | 10    | —     |
| 4 | Gabriel Vargas    | Universidad de Concepción | 10    | —     |

### Kampioen
| Primera División 2009 (Torneo Clausura) |
| --------------------------------------- |
| Colo-Colo 29ste titel                   |

## Promotie/degradatie
Op basis van de gecombineerde eindrangschikking (Apertura en Clausura) degradeerden Rangers en Municipal Iquique rechtstreeks naar de Segunda División. De nummers vijftien en zestien, Palestino en Curicó Unido, streden met respectievelijk San Marcos de Arica en San Luis Quillota, om twee resterende plaatsen in de hoogste divisie voor het seizoen 2010. Unión San Felipe promoveerde rechtstreeks als winnaar van de gecombineerde eindrangschikking in de Segunda División.

### Play-offs
|                        |                     |                                       |           |  |
| 2 december Eerste duel | San Marcos de Arica | 0 – 2                                 | Palestino |  |
| 2 december Eerste duel |                     | 7' Pablo Pereira 61' Francisco Ibañez |           |  |

|                        |           |                                     |                     |  |
| 6 december Tweede duel | Palestino | 0 – 2                               | San Marcos de Arica |  |
| 6 december Tweede duel |           | 73' Jorge Gálvez 78' Rafael Celedón |                     |  |

|                        |                   |       |                                               |  |
| 2 december Eerste duel | San Luis Quillota | 1 – 2 | Curicó Unido                                  |  |
| 2 december Eerste duel | Mario Pierani 14' |       | 11' Juan José Albornoz 48' Juan José Albornoz |  |

|                        |              |                                                                       |                   |  |
| 6 december Tweede duel | Curicó Unido | 0 – 3                                                                 | San Luis Quillota |  |
| 6 december Tweede duel |              | 50' Fernado Alves Machado 64' (pen.) Alexis Flores 90+1' Bryan Danesi |                   |  |